# Terpios
Terpios is een geslacht van sponsdieren uit de klasse van de Demospongiae (gewone sponzen).

## Soorten
- Terpios aploos de Laubenfels, 1954
- Terpios australiensis Hentschel, 1909
- Terpios belindae Rützler & Smith, 1993
- Terpios cruciata (Dendy, 1905)
- Terpios fugax Duchassaing & Michelotti, 1864
- Terpios gelatinosa (Bowerbank, 1866)
- Terpios granulosa Bergquist, 1967
- Terpios hoshinota Rützler & Muzik, 1993
- Terpios lendenfeldi Keller, 1891
- Terpios manglaris Rützler & Smith, 1993
- Terpios quiza (de Laubenfels, 1954)
- Terpios vestigium (Carter, 1880)
- Terpios viridis Keller, 1891